# 藤沢市立善行中学校
藤沢市立善行中学校（ふじさわしりつ ぜんぎょうちゅうがっこう）は、神奈川県藤沢市にある公立中学校。

## 概要
善行小学校の卒業生と、大越小学校の卒業生の一部が入学する。

## 沿革

### 経緯
藤沢市立第一中学校と藤沢市立六会中学校から分離という形で1976年（昭和51年）4月に開校した。

### 年表
- 1976年4月2日 - 開校式。
- 1976年5月1日 - この日を開校記念日とする。
- 1976年6月1日 - 校章を制定。
- 1976年6月7日 - プールが完成。
- 1977年3月20日 - 新館（現南棟）が完成。
- 1979年1月29日 - 校歌の制定。
- 1993年3月31日 - 障害者用エレベーターが完成。
- 2004年7月 - 北校舎の耐震補強工事が施工された。
- 2011年3月 - 太陽光発電システムが完成。

## 進学前小学校
- 藤沢市立善行小学校
- 藤沢市立大越小学校（一部は藤沢市立第一中学校へ）

## 所在地情報
所在地
- 神奈川県藤沢市石川3988番地1

交通
- 小田急江ノ島線 善行駅より徒歩17分
- 小田急江ノ島線 善行駅西口よりバス

善01 善行団地行－「マーケット前」下車徒歩7分
善04 善行団地行（北廻り）－「富士見台」下車徒歩5分または「マーケット前」下車徒歩7分

## 著名な出身者
- 末永遥 - 女優、ファッションモデル
- 高橋周平 - プロ野球選手（中日ドラゴンズ）
- 小笠原慎之介 - プロ野球選手（ワシントン・ナショナルズ）
- 小笠原智一 - プロ野球選手（兵庫ブルーサンダーズ）慎之介の弟